# Фара
Фа́ра (по названию греческого острова «Фарос», знаменитого в древности своим маяком) — источник направленного света с отражателем, установленный в передней части транспортного средства и предназначенный для освещения дороги и окружающей местности. 

Количество фар может колебаться от одной (мотоцикл, мопед, велосипед), до нескольких десятков (крупный авиалайнер). Её мощность может колебаться от единиц ватт (фара велосипеда) до нескольких киловатт (на локомотивах и речных судах)[уточнить].

## Этимология
Слово фара происходит от названия острова Фарос около египетского города Александрия, на котором был расположен Александрийский маяк — одно из 7 чудес света.

## Конструкция
Фара состоит из источника света, отражателя (рефлектора), рифлёного стекла (рассеивателя света) и корпуса с держателем (креплением). Источник света (лампа накаливания, галогеновая лампа, металлогалогенная лампа, ксеноновая дуговая лампа, светодиодная лампа, светодиоды) обычно имеет регулируемую/переключаемую мощность. В лампах накаливания это обычно наличие двух нитей накаливания: дальний свет даёт нить большой мощности (либо одновременное включение обеих), расположенная в фокусе отражателя, ближний свет даёт нить малой мощности, как правило, смещенная от фокуса отражателя вперед (например двухнитевая лампа H4).
Практически любое транспортное средство оборудуется фарами (в случае двух фар они должны располагаться симметрично продольной оси транспортного средства). На многих автомобилях есть противотуманные фары. Специальные автомобили имеют фары-искатели, которые могут поворачиваться в различных направлениях (прожектор). На тракторах и других рабочих транспортных средствах фары устанавливают также сзади, для возможности наблюдать за прицепными машинами и орудиями.
Большую популярность на обычных серийных автомобилях у производителей автомобилей набирают фары головного света, использующие в виде источника света сверхъяркие светодиоды. Большим плюсом светодиодов является сверхнизкое энергопотребление и очень большой ресурс работы, составляющий от 30000 до 100000 часов. К примеру, у обычной автомобильной галогенной лампы ресурс равен 2000 часов.

## Автомобильные
Светотехника в автомобилях — совокупность приборов освещения на автотранспорте, применяемых для освещения территории около транспортного средства и обозначения транспортного средства для других участников движения. Светотехникой являются фары, подфарники, прожекторы, габаритные огни, стоп-огни, дневные ходовые огни, указатели направления поворота, лампы заднего хода, противотуманные фары и фонари, а также лампы освещения номерного знака.

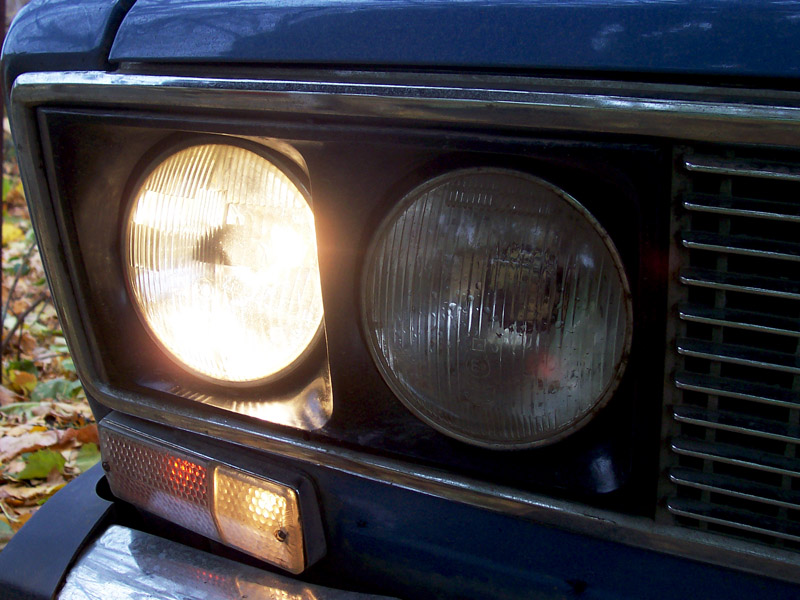
Фары и подфарники на автомобиле ВАЗ-2106, работающие в режиме ближнего света
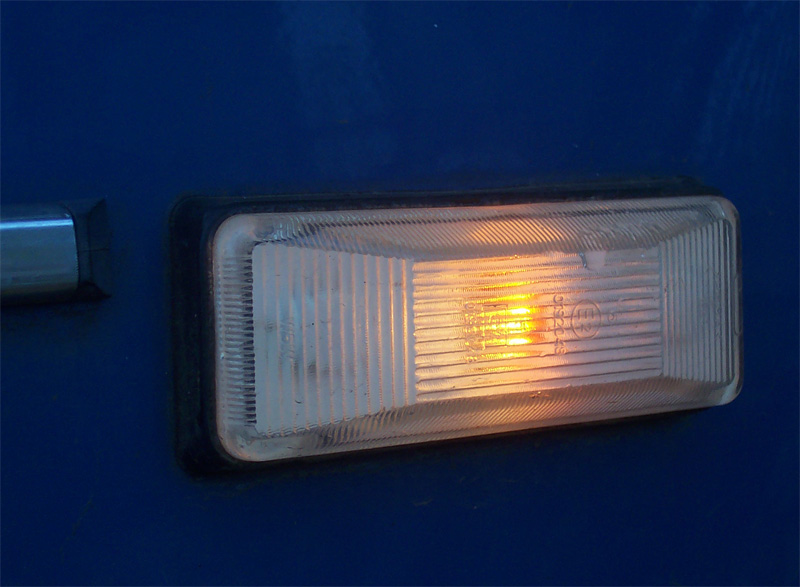
Повторитель указателя поворота на автомобиле ВАЗ-2106
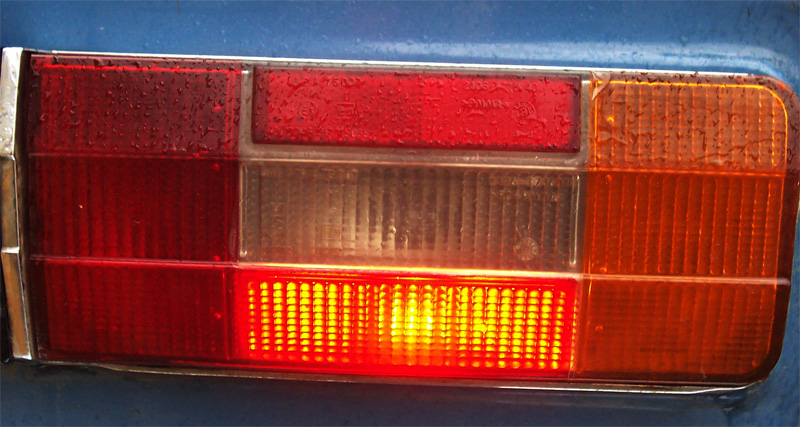
Задний блок-фонарь на ВАЗ-2106, работающий в режиме габаритного огня
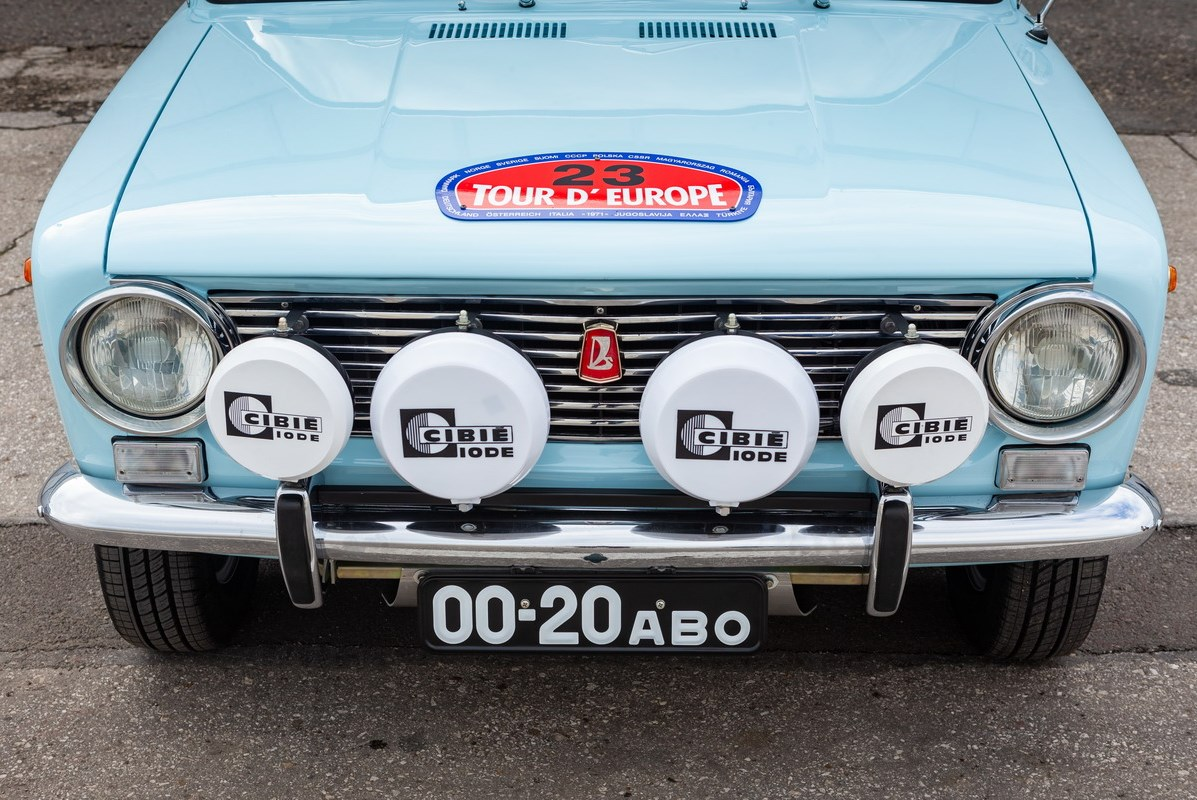
Дополнительные фары на спортивном ВАЗ-2101

## Устройство
В общем случае фара состоит из излучателя, рассеивателя, отражателя и корпуса.
Излучатель
Излучатель является источником света в фаре. Существует несколько типов излучателей.
1. Лампа накаливания. Традиционный излучатель. Внутри стеклянной колбы при низком давлении находится инертный газ аргон, вольфрамовая нить в лампе нагревается электрическим током до 2000°С. Работают 500-1000 часов, это малый срок службы, также отличаются низкой энергоэффективностью, но могут работать как от постоянного, так и от переменного тока.
2. Галогенная лампа. Это более совершенная разновидность лампы накаливания. Стеклянная колба заполнена буферным галогенным газом — парами иода или брома. Благодаря галогенам работает до 4000 часов.
3. Газоразрядная дуговая лампа (HID). По сути своей это металлогалогеновая лампа, но из-за наличия ксенона в буферной смеси газов называемая в обиходе "ксенон". В колбе из расплавленного кварца или оксида алюминия газовая смесь (ксенон и создающий первичную ионизацию радиоактивный изотоп криптон-85 при очень малых, безопасных для человека активностях до 0,1 мкКи, иногда малое количество паров ртути) под давлением выше атмосферного при дуговом разряде с излучающими добавками (галогениды скандия и натрия, реже таллия и индия), излучает свет. Работает до 25 000 часов. Существенный недостаток — содержание ртути, пусть и в очень малых количествах.
4. Светодиоды (LED). Работают на основе заполнения электронами пустых «дырок» в полупроводнике с выделением фотона, это явление является разновидностью электролюминесценции. Многократное выделение фотонов приводит к свечению. Однако, кристалл светодиода InGaN не излучает сразу белый свет (светодиод излучает с довольно узким разбросом длин волн), этот светодиод излучает синий свет, поэтому он покрыт слоем фотолюминофора. Энергоэффективны. Работают до 50 000 часов — это весьма большой срок службы, иногда они могут работать годами.

Рассеиватель
Бывает двух видов: с рисунком и прозрачным покрытием.
1. Рассеиватель «с рисунком». Оптические элементы — углубления и засечки на линзе, рассеивают направленный отражателем свет, чтобы получить нужный угол освещения дороги. Изготавливались из стекла и пластика. Конструкция устарела и сейчас используется крайне редко.
2. Рассеиватель с прозрачным покрытием. Не имеет оптических элементов. Используется для 3 типов фар: с ксеноновыми лампами, с дополнительной рассеивающей линзой, для фар свободной формы. Основная функция — защищать лампу от грязи и воды. Изготавливаются из стекла или пластика. Пластик имеет ряд преимуществ: более прочный, более легкий, из пластика легче сделать фару любого дизайна.

Отражатель
Источник света излучает рассеянный свет, лучи которого не имеют одного направления, а испускаются во все стороны. Отражатель собирает лучи и направляет его в сторону дороги. Внутренняя поверхность сделана из латуни, пластика или стекла и покрыта отражающим слоем серебра, хрома или алюминия.
Корпус
В нём находятся все компоненты фары — источник света, отражатель, провода и т. д. Устанавливается в кузов автомобиля. Защищает лампу от перегрева, влажности и механических повреждений. Обычно изготавливается из термопластика.

## Маркировка автомобильных фар
На автомобили устанавливают фары с применением следующих типов источников света:
- Лампы накаливания: «C» — ближнего, «R» — дальнего, «CR» — двухрежимного света (ближний и дальний).[2]
- Буква H на фаре это обозначения категории лампы, к примеру: H1,H3,H4, H4-1,H4-3 H1, H2, H4, H7, H9, H11, H15, HB3, HB4, HB5.
- В США фары маркируются аббревиатурой «DOT» (Department Of Transport/Министерство транспорта), а «европейские» — буквой «Е» в кружочке с цифрой — кодом страны, где фара одобрена для использования («Е1» — Германия, «Е2» — Франция, и т. д.). Маркировка на фарах «HB» — «1, 2, 3, 4 …» свидетельствуют об их соответствии американским стандартам. Устанавливаются фары с такой маркировкой, как правило, на американские и некоторые японские автомобили. Особенность этих ламп — необычная конструкция цоколя.

«HB1» и «HB2» — это двухнитевые лампы для американских машин, «HB3» и «HB4» — однонитевые. Однонитевые лампы «НВ3» обеспечивают только дальний свет, «HB4» — ближний свет. Маркировка «HB3» и «HB4» обозначает тип света дальний и ближний соответственно.
Обратим внимание на маркировку самих ламп. Лампы с индексами «D1R» и «D1S» — это первое поколение газоразрядных ламп, они объединены с модулем зажигания.
«R» — для рефлекторной (отражающей) оптической схемы, «S» — для прожекторной (линзовой) оптики. «D2R» и «D2S» — газоразрядные лампы второго поколения («R» — для рефлекторной оптической схемы, «S» — для прожекторной).
Маркировка лампы «HR» и «HS» обозначает: «H» — галогенная лампа (Halogen), буквы «R» и «S» для рефлекторной и прожекторной оптических схем соответственно. Исходя из этого, маркировка фар «Навика» расшифровывается как: фары американского стандарта, ближний свет «HB4» с газоразрядной лампой первого поколения «D1R» для рефлекторной оптической схемы, дальний свет «HB3» с галогенной лампой «HR» для рефлекторной оптической схемы.
- Буква D2S, D2R, D1R (ксенон)
- А вот надпись или точнее маркировка Halogen обозначает галогенную лампу
- Галогенные лампы накаливания: «C» — ближнего, «R» — дальнего, «CR» — двухрежимного света.[2]
- Газоразрядные лампы: «DC» — ближнего, «DR» — дальнего, «DCR» — двухрежимного света.[3]

Галогенные лампы накаливания имеют маркировку, начинающийся с «H», и должны применяться только в фарах с обозначением «HC», «HR» и «HCR». По аналогии газоразрядные лампы маркируются категорией, начинающейся с «D», и должны применяться только в фарах с типом «DC», «DR» и «DCR».

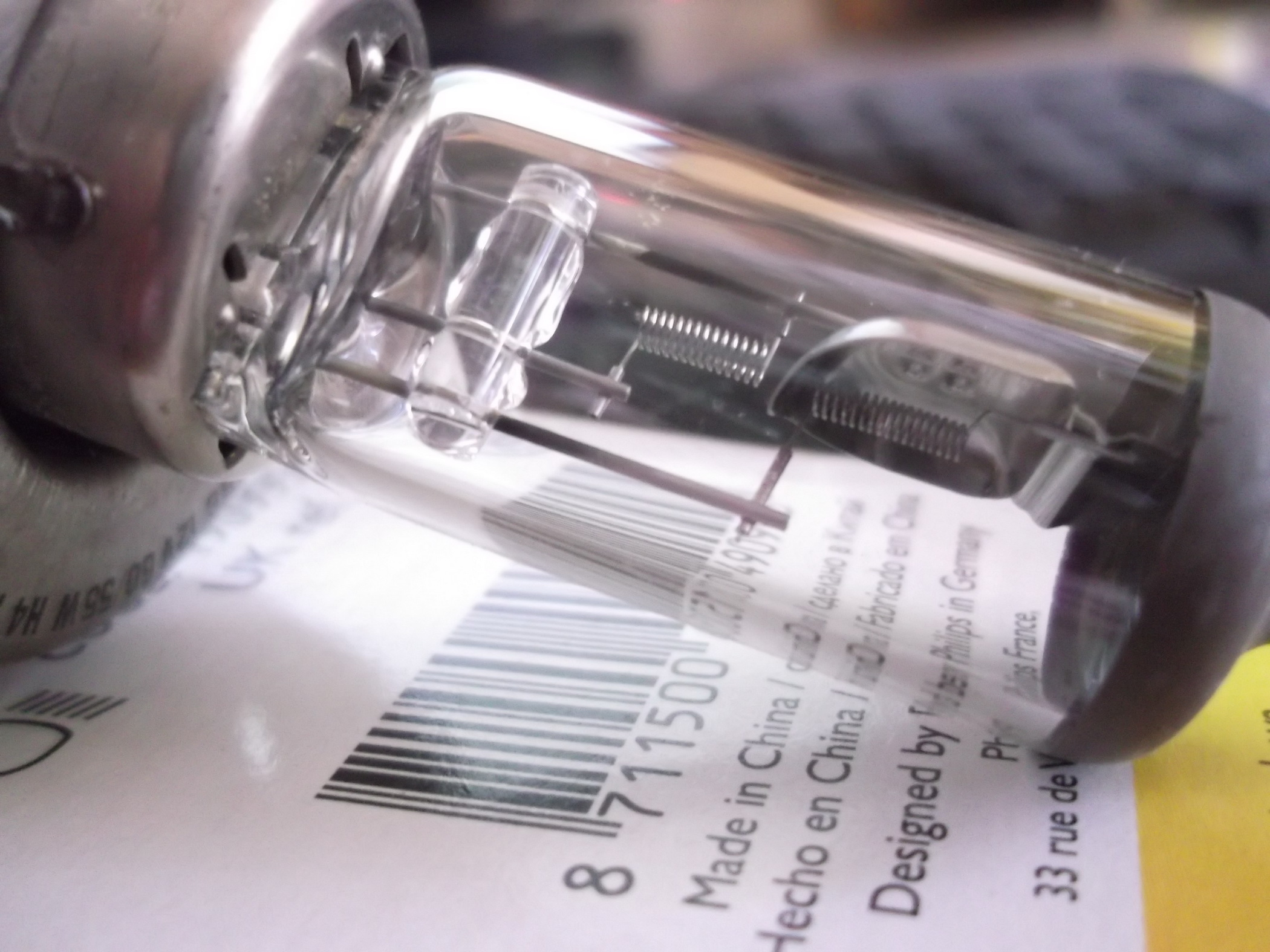
Двухнитиевая галогенная лампа H4.

### Знак официального утверждения
Фары устанавливаемые на американские автомобили маркируются аббревиатурой DOT (Department Of Transport, Министерство транспорта).
Для европейских фар, в случае если рассеиватель фары может быть отделен от корпуса фары, на сам рассеиватель и на корпус фары ставится обозначение в виде буквы «E» в круге с номером страны, предоставившей официальное утверждение, и номера официального утверждения с дополнительными буквами, означающими правки оригинальных правил.
Маркировка знаками официального утверждения «Е» или «е» (для колесных транспортных средств) приравнивается к маркировке единым знаком обращения продукции на рынке государств — членов Таможенного союза.
| Номер утверждения | Страна                       |
| ----------------- | ---------------------------- |
| 1                 | Германия                     |
| 2                 | Франция                      |
| 3                 | Италия                       |
| 4                 | Нидерланды                   |
| 5                 | Швеция                       |
| 6                 | Бельгия                      |
| 7                 | Венгрия                      |
| 8                 | Чешская Республика           |
| 9                 | Испания                      |
| 10                | Югославия                    |
| 11                | Соединенное Королевство      |
| 12                | Австрия                      |
| 13                | Люксембург                   |
| 14                | Швейцария                    |
| 15                | не присвоен (раньше Ostzone) |
| 16                | Норвегия                     |
| 17                | Финляндия                    |
| 18                | Дания                        |
| 19                | Румыния                      |
| 20                | Польша                       |
| 21                | Португалия                   |
| 22                | Российская Федерация         |
| 23                | Греция                       |
| 24                | Ирландия                     |
| 25                | Республика Хорватия          |
| 26                | Словения                     |
| 27                | Словакия                     |
| 28                | Республика Беларусь          |
| 29                | Эстония                      |
| 30                | не присвоен                  |
| 31                | Босния и Герцеговина         |
| 32                | Латвия                       |
| 33-36             | не присвоены                 |
| 37                | Турция                       |
| 38-39             | не присвоены                 |
| 40                | Республика Македония         |
| 41                | не присвоен                  |
| 42                | Европейское сообщество       |
| 43                | Япония                       |

Оставшимся странам назначаются последующие порядковые номера, раздаваемые в хронологическом порядке ратификации ими Соглашения о принятии единообразных технических предписаний. Всем сторонам соглашения сообщаются новые номера генеральным секретарем ООН.

## Тракторные
На тракторах и спецтехнике применяются как дорожные (транспортные) фары автомобильного типа, так и технологические фары. Технологические фары освещают пространство вокруг трактора и его рабочие органы. Количество технологических фары и их мощность могут быть очень большими. Так, на тяжелом советском тракторе Т-330 было 16 фар мощностью по 65 Вт каждая.

## Авиационные

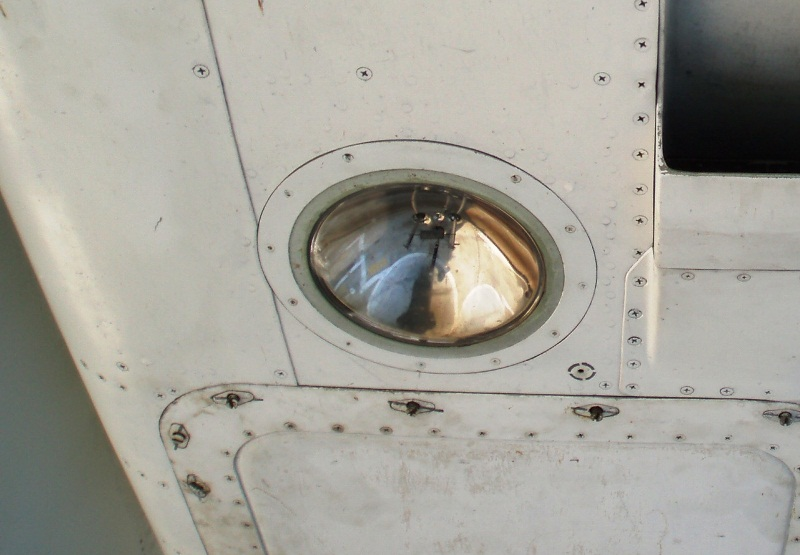
Фара ПРФ-4М в убранном (полётном) положении

Светотехническое оборудование летательных аппаратов (ЛА), самолётов и вертолётов, можно разделить на внутреннее и внешнее.
Внутреннее освещение делится на внутрикабинное общее и местное, освещение пассажирских салонов и освещение отсеков летательного аппарата. В большинстве случаев внутрикабинное рабочее освещение организуется бестеневыми (красно-белыми, синими) светильниками с плавно регулируемой силой света. Для выполнения работ в кабине на земле дополнительно применяется дежурное освещение. В пассажирских салонах освещение делится на общее и местное, а также дежурное. В кабине экипажа количество лампочек освещения (не считая сигнальных ламп и табло) может достигать тысячи штук и более.
Внешнее светотехническое оборудование предназначено для обеспечения экипажу видимости ночью при взлёте, посадке, рулении; подсветки элементов конструкции и обозначения Л.А в пространстве, для освещения места стоянки; в других случаях, в соответствии с конструктивными особенностями и предназначением летательного аппарата.
ПРФ-4М — посадочно-рулёжная фара, которая широко применяется на летательных аппаратах советского производства, в качестве источника света для освещения пространства впереди ЛА — рулёжных дорожек и ВПП, ночью и при ограниченной видимости. Также, по общепринятой международной практике, посадочно-рулёжные фары включаются при выполнении взлёта и посадки при любых условиях видимости, в том числе и днём, с целью обозначения самолёта на разбеге, и на глиссаде снижения и пробеге.
В корпусе фары смонтирован держатель колбы лампы-фары СМФ-3 и механизм выпуска с редуктором и электродвигателем постоянного тока ЭД-12. После взлёта фара убирается в обвод фюзеляжа, для уменьшения аэродинамического сопротивления, а на посадке выпускается. Угол выпуска фары регулируется в соответствии с инструкцией изготовителя конкретного летательного аппарата и периодически проверяется и подрегулируется при выполнении регламентных работ или при замене перегоревшей лампы-фары. На некоторых машинах имеется система автоматической уборки посадочно-рулёжных фар после взлёта. Время перекладки лампы-фары при максимально возможном угле выпуска 88 градусов- не более 12 сек. 

Фара имеет два режима работы: рулёжный (малый свет) и посадочный (большой свет). В посадочном режиме напряжение питания постоянного тока 28 вольт подаётся на основную нить накала мощностью 600 Вт (модификация ПРФ-4МП имеет мощность 1000 Вт), а в рулёжном режиме на дополнительную нить накала, мощностью 180 Вт, при этом длительная работа в посадочном режиме без обдува набегающим потоком (при стоянке на земле) не допускается из-за перегрева колбы. 
Как правило, на самолётах устанавливают не менее двух фар типа ПРФ-4М.
Светотехническое оборудование заправки в воздухе состоит из фар типа ФПШ-5 для освещения самолёта-заправщика, шланга с конусом и штанги заправки. Эти фары конструктивно аналогичны ПРФ-4, установлены в передней части фюзеляжа и могут выпускаться на любой угол до 90 градусов с помощью нажимных переключателей в кабине лётчика. Привод держателя колбы лампы-фары через редуктор производится электродвигателем постоянного тока ЭД-12. Мощность лампы составляет 65 ватт при напряжении питания 28 вольт.

## Железнодорожные
Световые устройства локомотивов, пассажирских вагонов и моторвагонных поездов определяются инструкцией по сигнализации РЖД, так как они имеют и сигнальное значение. Верхний световой прибор для освещения - прожектор, включается при движении, огонь белого цвета. Внизу буферные фонари - белые и красные сигнальные огни, могут включаться только с одной стороны при маневрах, чтобы определить направление движения локомотива. Хвост пассажирского и моторвагонного поезда обозначается тремя красными огнями - два сверху, третий внизу справа. При этом термин "фары" существует лишь на метрополитенах, где одни приборы служат и для освещения, и осигнализирования поезда.

## На водном транспорте

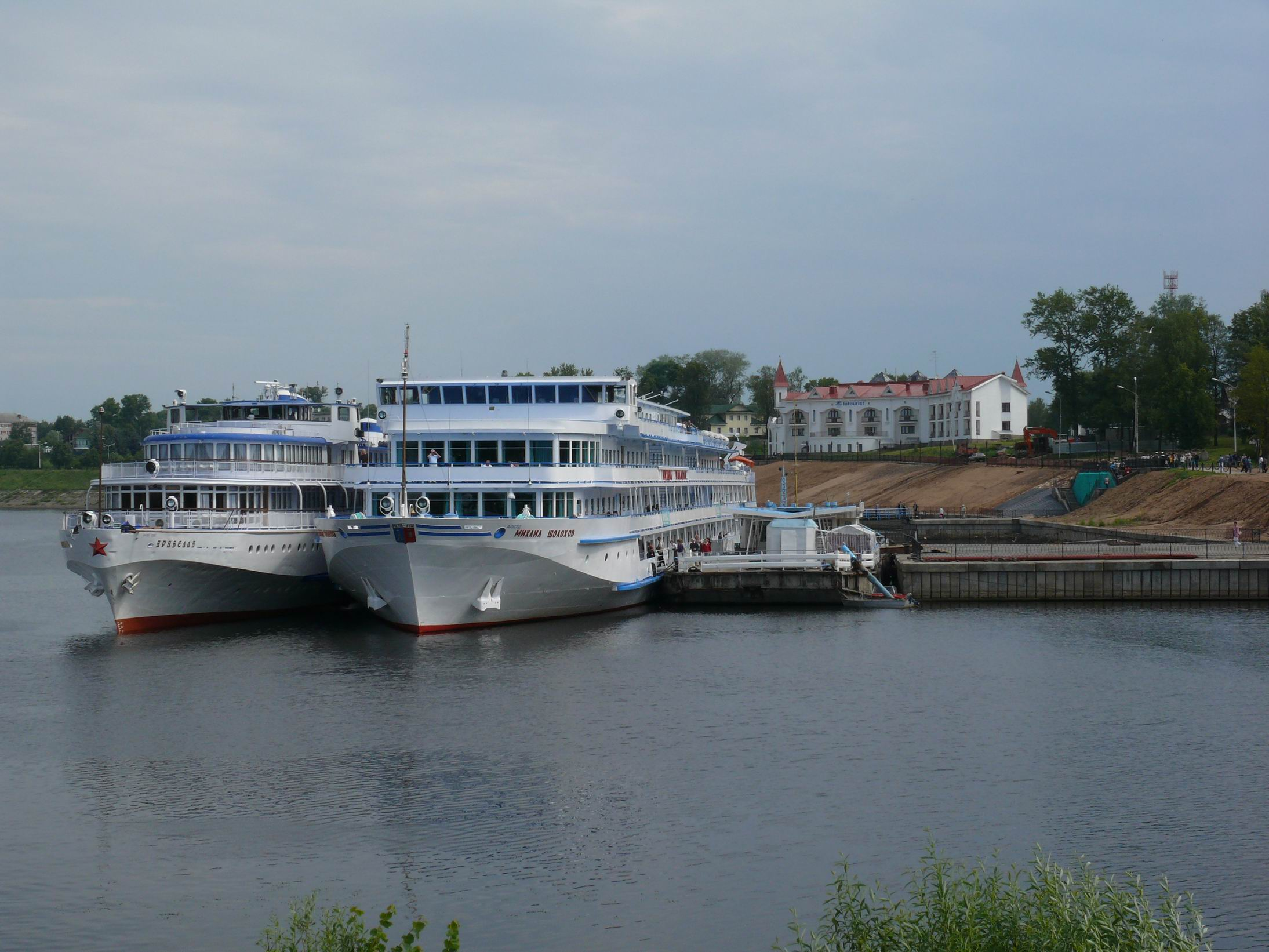
Речные теплоходы «Арабелла» и «Михаил Шолохов». Хорошо видны фары в носовых частях судов и на ограждениях ходового мостика

На морских судах фар, как таковых, обычно нет, так как нет смысла в освещении водной глади перед идущим морским судном. Для освещения акватории вокруг судна при маневрах или поисках людей и предметов применяются многочисленные вращающиеся прожекторы. А вот на речных судах фары применяются, так как на реках встречается множество мелких навигационных опасностей (топляки, плывущие бревна, лодки без огней, разного рода мусор) и для их обнаружения в ночное время поверхность воды перед судном должна быть освещена. Для исключения ослепления вахтенных на встречных судах фары речных судов имеют четкую светотеневую границу (аналогично ближнему свету фар автомобилей) и направлены немного вниз. Фары речных судов довольно мощные. Так на пассажирских трех и четырехпалубных теплоходах в фарах применяются лампы мощностью 350 Вт каждая, что позволяет освещать водную гладь на расстоянии до 600—800 метров от судна. В дополнение к передним фарам речные суда оборудуются и вращающимися прожекторами, где применяются еще более мощные лампы (до 2,5 кВт).